# مكاتب البريد البريطانية في المغرب

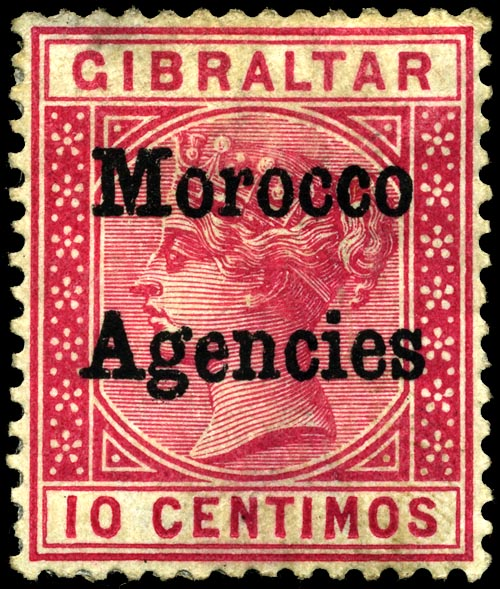
طباعة فوقية على طابع جبل طارق لمكاتب البريد البريطانية في المغرب، 1898.

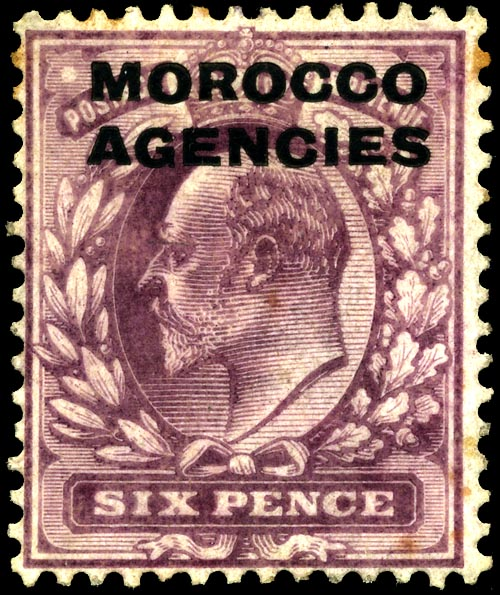
طابع لمكاتب البريد البريطانية بالمغرب بالعملة البريطانية سنة 1907.

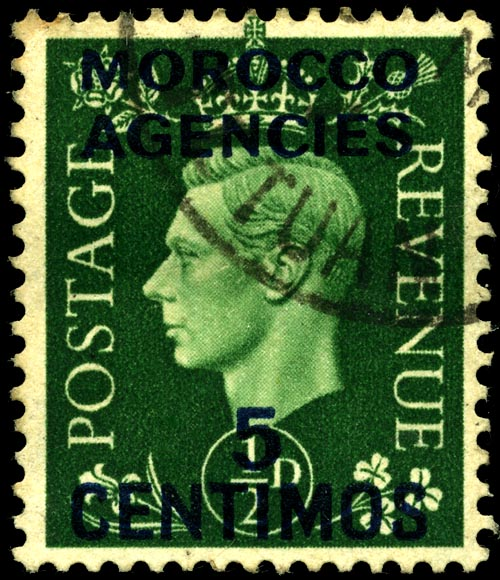
1937 طابع لمكاتب البريد البريطانية في المغرب بالعملة الإسبانية، تم إلغاؤه في تطوان في الأربعينيات.

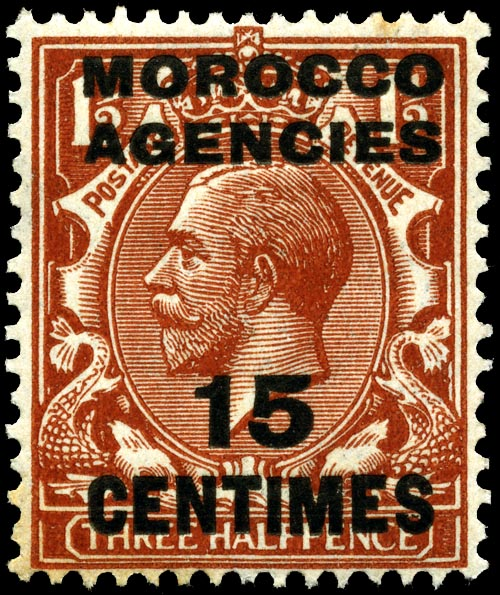
طابع لمكاتب البريد البريطانية بالمغرب بالعملة الفرنسية سنة 1917.

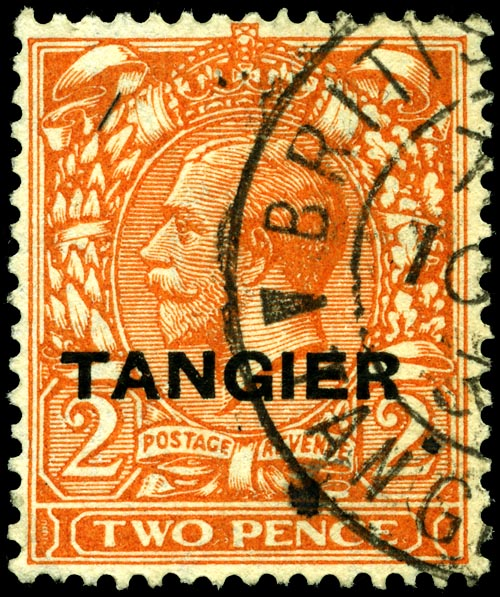
طابع بريدي لمكتب البريد البريطاني بطنجة سنة 1927.

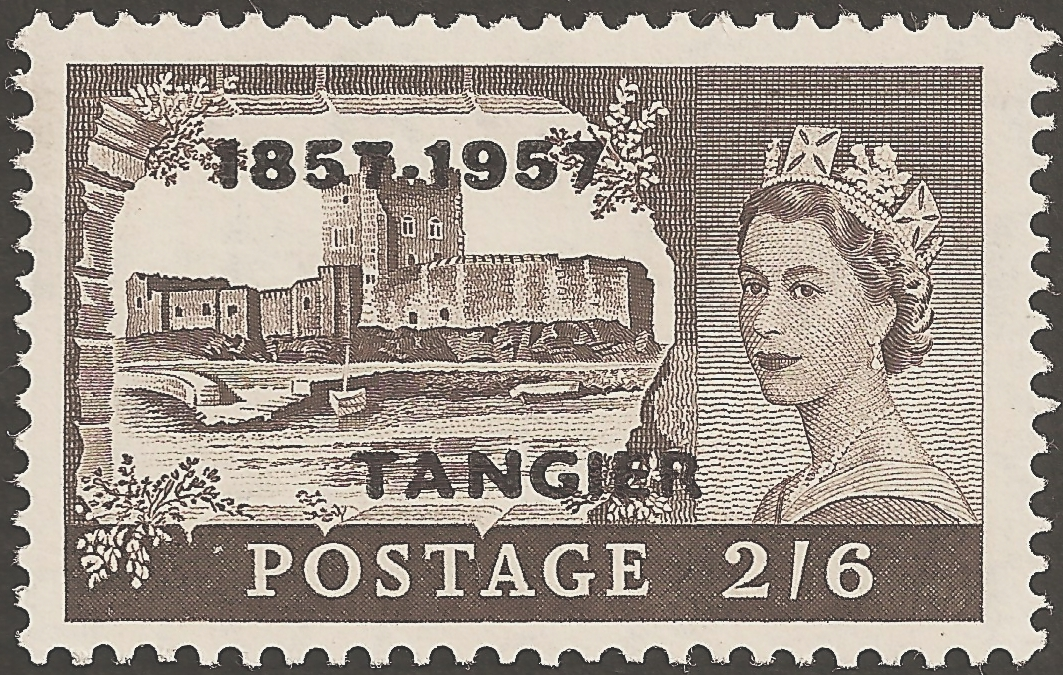
طابع بريدي لمدينة طنجة عام 1957 احتفالا بالذكرى المئوية لتأسيس مكتب البريد.

مكاتب البريد البريطانية في المغرب، والمعروفة أيضًا باسم "وكالات المغرب"، كانت عبارة عن نظام من مكاتب البريد التي تديرها جبل طارق ولاحقًا المملكة المتحدة في المغرب.

## المكتب الأول
تأسس أول مكتب بمدينة طنجة عام 1857؛ وكان يعمل بشكل بدائي، يوضع البريد بأكياس ويرسل إلى جبل طارق عبر المياه مباشرة، ومنذ عام 1872، كان لطنجة طابع بريدي خاص بها، وتوجد عدة أمثلة على طوابع GB Queen Victoria الفضفاضة التي أُلغيت في طنجة، بما في ذلك شريط أفقي واحد على الأقل مكون من 6 1d أحمر من اللوحة 123. وكان هذا العنصر رقم 417 في مزاد HR Harmer في الفترة من 12 إلى 14 ديسمبر 1960.
نظرًا لأن المكاتب كانت تحت سيطرة جبل طارق، فقد تحولت إلى استخدام طوابع جبل طارق عندما بدأ استخدامها في 1 يناير 1886. افتتحت مكاتب إضافية في العديد من الموانئ البحرية المغربية خلال ثمانينيات القرن التاسع عشر، وفي الداخل في فاس (1892)، ومكناس (1907). حيث طُبعت الطوابع الإضافية "المغرب / الوكالات" بدءًا من عام 1898، في البداية في مكاتب وقائع جبل طارق، ثم لاحقًا في لندن، مما أدى إلى العديد من الاختلافات في مظهر الطباعة الفوقية.

## التحكم المباشر
في 1 يناير 1907، تولى مكتب البريد البريطاني السيطرة المباشرة على مكاتب البريد، وقام بتشغيلها حتى استقلال المغرب عام 1956. منذ تلك اللحظة فصاعدًا، كانت جميع الطوابع مطبوعة فوق الإصدارات البريطانية، بما لا يقل عن ثلاث عملات مختلفة. كانت طوابع العملة البريطانية متاحة في أي مكتب، وكانت مخصصة في المقام الأول للطرود، ثم البريد الجوي لاحقًا. طُبعت كل من الأعداد العادية وبعض الأعداد التذكارية، وكلها بعبارة "المغرب / الوكالات"، حتى إصدار إدوارد الثامن لعام 1936. بعد ذلك، استخدمت الطوابع غير المطبوعة، حتى عام 1949، عندما طُبعت مرة أخرى لاستخدامها في تطوان (في ذلك الوقت كان المكتب الوحيد المتبقي، باستثناء طنجة، التي كانت لها مطبوعاتها الفوقية الخاصة).

## طوابع العملة الإسبانية
كانت طوابع العملة الإسبانية متاحة أيضًا في جميع المكاتب حتى إنشاء المنطقة الفرنسية، وبعد ذلك اقتصرت على المنطقة الإسبانية. كانت الطباعة الفوقية في الأساس هي نفسها المستخدمة في طوابع العملة البريطانية، مع تعقيد إضافي يتمثل في الحاجة إلى ملاءمتها مع الفئة السنتيموس والبيزيتا، طُبعت جميع أنواع الطوابع البريطانية، وآخرها إصدارات إليزابيث الثانية في صيف عام 1956؛ وسحبت جميعها من البيع في 31 ديسمبر من ذلك العام.

## طوابع العملة الفرنسية
يعود تاريخ طوابع العملة الفرنسية، المعدة للاستخدام في المنطقة الفرنسية، إلى عام 1917، واستمر استخدامها حتى 8 يناير 1938، عندما سحبت من البيع، والمطبوعات الفوقية مماثلة تمامًا للعملة الإسبانية.

## طنجة
تلقت منطقة طنجة الدولية المطبوعات الفوقية الخاصة بها ابتداء من عام 1927. وبما أن العملة البريطانية كانت مستخدمة في ذلك المكتب، فإن الطباعة الفوقية تقول ببساطة "طنجة". واستمر هذا حتى عام 1956. في 1 أبريل 1957، أُضيف طبعة فوقية تذكارية "1857-1957" للاحتفال بالذكرى المئوية لتأسيس مكتب البريد، ولكن كانت مدة صلاحيتها قصيرة جدًا؛ أغلق مكتب طنجة وسحبت الطوابع من البيع في 30 أبريل 1957.